# Charles Alexandre Louis Roussel de Saint-Rémy
Pour les articles homonymes, voir Roussel.
Charles Alexandre Louis Roussel de Saint Remy, né le 15 janvier 1746 à Chandernagor (Inde), mort le 18 mai 1800 à Paris, est un général de division de la Révolution française.

## États de service
Il entre en service le 9 mars 1762 comme élève à l’école d’artillerie de La Fère, il passe aspirant le 23 septembre 1763, et le 25 octobre 1764 il est nommé lieutenant en second dans la brigade Villepatour. Le 15 octobre 1765 il passe lieutenant en premier au régiment d'artillerie de Toul, et il reçoit une commission de capitaine en second le 1er novembre 1774. Capitaine en second en résidence le 10 juillet 1778, il est employé à l'équipage d'artillerie à l'armée de la Bretagne et de la Normandie de 1779 à 1781. Le 22 mai 1781 il devient capitaine de sapeurs au régiment de Toul artillerie, puis capitaine de bombardiers le 31 juillet 1783, et capitaine de canonniers le 19 juin 1785.
Détaché à Constantinople par une commission extraordinaire en date du 1er octobre 1784, il embarque à Marseille le 21 janvier 1785, et il est de retour en France en 1787. Il est fait chevalier de Saint-Louis le 28 juin 1787. Détaché au comité militaire du 1er octobre 1789 au 16 mai 1790, il est nommé lieutenant-colonel d'artillerie le 6 février 1792 à l’armée du Midi. Adjoint aux adjudants-généraux le 1er septembre 1792, il passe chef d’état-major de l’armée des Alpes le 26 septembre suivant.
Il est promu maréchal de camp le 3 octobre 1792, et il occupe les fonctions de chef d'état-major sous Montesquiou, puis sous d'Ornac et enfin sous Kellermann en 1793. Il est élevé au grade de général de division le 15 mai 1793, et il passe chef d'état-major de Kellermann au siège de Lyon le 5 août suivant. En septembre il est envoyé en Savoie pour chasser les Piémontais, et il est suspendu de ses fonctions le 7 octobre 1793.
Réhabilité le 17 janvier 1795, il est autorisé à prendre sa retraite. Le 30 avril 1795, il est remis en activité, et le 20 mai suivant il est nommé inspecteur général d’artillerie, chargé de mission à l’arsenal de Meulan. Il est de nouveau suspendu de ses fonctions le 8 octobre 1795, pour n'avoir pas offert ses services à la Convention le 13 vendémiaire.
Le 7 mars 1800, il commande en chef l’artillerie de l’armée de réserve, jusqu’au 15 avril suivant. 
Il meurt le 18 mai 1800 à Paris.

## Sources
- (en) « Generals Who Served in the French Army during the Period 1789 - 1814: Eberle to Exelmans »
- Thierry Pouliquen, « Les généraux français et étrangers ayant servis [sic] dans la Grande Armée » (consulté le 21 décembre 2014)
- (pl) « Napoléon.org.pl »
- Georges Six, Dictionnaire biographique des généraux & amiraux français de la Révolution et de l'Empire (1792-1814), Paris : Librairie G. Saffroy, 1934, 2 vol., p. 399